# Kbc 뉴스와이드
《kbc 뉴스와이드》(kbc NEWS WIDE)는 대한민국 kbc에서 화요일 ~ 목요일 오후 5시 50분에 방송되는 kbc의 저녁 뉴스 토크 프로그램이다.

## 방송 시간
| 방송 채널 | 방송 기간                           | 방송 시간                                                                                    |
| --------- | ----------------------------------- | -------------------------------------------------------------------------------------------- |
| kbc       | 날짜미상 ~ 2022년 4월 8일           | 평일 오후 5시 35분 ~ 5시 50분 (50분)                                                         |
| kbc       | 2022년 4월 11일 ~ 2022년 10월 13일  | 평일 저녁 6시 20분 ~ 7시 50분 (1시간 30분)                                                   |
| kbc       | 2022년 10월 17일 ~ 2022년 10월 27일 | 월요일 ~ 수요일 오후 5시 50분 ~ 저녁 6시 50분 (1시간) 목요일 저녁 6시 20분 ~ 6시 50분 (30분) |
| kbc       | 2022년 10월 31일 ~ 2023년 3월 31일  | 월요일 ~ 목요일 오후 5시 50분 ~ 저녁 6시 55분 (1시간 5분)                                    |
| kbc       | 2023년 4월 3일 ~ 2023년 12월 7일    | 월요일 ~ 목요일 오후 5시 50분 ~ 저녁 6시 50분 (1시간)                                        |
| kbc       | 2023년 12월 11일 ~ 2024년 4월 11일  | 월요일 ~ 목요일 오후 5시 50분 ~ 저녁 6시 45분 (55분)                                         |
| kbc       | 2024년 4월 15일 ~ 10월 24일         | 월요일 ~ 수요일 오후 5시 50분 ~ 저녁 6시 45분 (55분) 목요일 저녁 6시 20분 ~ 7시 15분 (55분)  |
| kbc       | 2024년 10월 29일 ~ 2025년 7월 31일  | 화요일 ~ 수요일 오후 5시 50분 ~ 저녁 6시 45분 (55분) 목요일 저녁 6시 20분 ~ 7시 15분 (55분)  |
| kbc       | 2025년 8월 5일 ~ 현재               | 화요일 ~ 목요일 오후 5시 50분 ~ 저녁 6시 45분 (55분)                                         |

## 앵커

### 현재 앵커
현재 앵커는 2025년 6월 5일부터를 기준으로 한다.
- 황인찬 (남) - 광주방송의 아나운서

### 역대 앵커
| 역대 | 진행자 | 진행자 | 진행 기간                          | 비고              |
| 역대 | 남성   | 여성   | 진행 기간                          | 비고              |
| ---- | ------ | ------ | ---------------------------------- | ----------------- |
| 1대  | 김재형 | 임하늘 | 2022년 4월 11일 ~ 2022년 10월 13일 |                   |
| 2대  | 백지훈 | 임하늘 | 2022년 10월 17일 ~ 2023년 3월 30일 | [ 2 ] [ 3 ] [ 4 ] |
| 3대  | 백지훈 | 빈칸   | 2023년 4월 3일 ~ 2023년 7월 5일    |                   |
| 4대  | 김재현 | 빈칸   | 2023년 7월 10일 ~ 2025년 6월 4일   | [ 5 ]             |
| 5대  | 황인찬 | 빈칸   | 2025년 6월 5일 ~ 현재              |                   |

## 코너

### 와이드 이슈
kbc 뉴스와이드의 메인 코너 격인 이슈 토크 코너. 지역 현안이나 정치 이슈를 1~2꼭지 다룬다.
2022년 7월 8일부터 금요일 코너로 신설되었으며, 당시 금요일 저녁 7시대 분량 전체를 할애했고, 익일 토요일 아침 8시에 재방송되었다. 이후 2022년 10월 17일부터 가을 개편으로 월 ~ 목요일로 확대되면서 kbc 뉴스와이드의 메인 코너로 격상되었다.

### 여의도 초대석
kbc 서울광역방송센터에서 진행하는 토크 코너. 유재광 서울광역방송센터 기자가 진행한다.

## 타이틀 변천사
현재 타이틀은 2024년 10월 29일을 기준으로 한다.
| 역대 | 타이틀                                                    | 방송 기간                          |
| ---- | --------------------------------------------------------- | ---------------------------------- |
| 1기  | kbc 저녁뉴스                                              | 1995년 5월 14일 ~ 2022년 4월 8일   |
| 2기  | kbc 뉴스와이드                                            | 2022년 4월 11일 ~ 2024년 1월 11일  |
| 3기  | kbc 뉴스와이드 (월요일 ~ 수요일) kbc 뉴스와이드+ (목요일) | 2024년 1월 15일 ~ 2024년 10월 24일 |
| 4기  | kbc 뉴스와이드                                            | 2024년 10월 29일 ~ 현재            |

## 광주방송의 다른 뉴스 프로그램
- kbc 모닝와이드
- 민방 네트워크 뉴스
- kbc 8 뉴스

## 같이 보기
- kbc
- SBS 오 뉴스